# Alchemilla racemulosa
Alchemilla racemulosa är en rosväxtart som beskrevs av Robert Buser. Alchemilla racemulosa ingår i släktet daggkåpor, och familjen rosväxter. Inga underarter finns listade i Catalogue of Life.